# Greggio
Greggio (piemontiul: Gregg) település Olaszországban, Vercelli megyében. Lakosainak száma 317 fő (2023. január 1.). Greggio Albano Vercellese, Arborio, Recetto, San Nazzaro Sesia és Villarboit községekkel határos.

## Népesség
A település népességének változása:
| Lakosok száma | 359  | 357  | 317  |
|               | 2017 | 2018 | 2023 |